# Keele Peak
Keele Peak – szczyt na terytorium Jukon, w Kanadzie, w paśmie Mackenzie Mountains. Jego wysokość wynosi 2972 m n.p.m. Nazwa szczytu wzięta jest od nazwiska geologa i odkrywcy, Josepha Keele'go.